# Kung Fu Panda
Kung Fu Panda – amerykański film animowany studia DreamWorks z 2008 roku opowiadający o pandzie Po, którego marzeniem jest opanowanie sztuki walki kung-fu, jego kontynuacją jest Kung Fu Panda 2, trzecia część to Kung Fu Panda 3.

## Historia
W wersji Chin, zaludnionej przez antropomorficzne zwierzęta, żyje panda o imieniu Po. Jest on zagorzałym fanem kung-fu. Pewnego dnia, w pobliskiej świątyni, odbywa się ceremonia, na której stary mistrz Oogway ma wybrać tego, kto pozna tajemnicę Smoczego Zwoju. Kandydatami jest piątka adeptów – Małpa, Modliszka, Żmija, Żuraw i Tygrysica, lecz Smoczym Wojownikiem zostaje Po, a mistrz Shifu ma go przygotować do nowej roli. Wkrótce z więzienia ucieka złoczyńca i były uczeń mistrza Shifu, Tai Lung, który chce za wszelką cenę zostać Smoczym Wojownikiem.

## Obsada
| Postać               | Oryginalny dubbing    | Polski dubbing      | Zwierzę             |
| -------------------- | --------------------- | ------------------- | ------------------- |
| Po                   | Jack Black            | Marcin Hycnar       | panda wielka        |
| Mistrz Shifu         | Dustin Hoffman        | Jan Peszek          | pandka ruda         |
| Tygrysica            | Angelina Jolie        | Brygida Turowska    | tygrys chiński      |
| Modliszka            | Seth Rogen            | Krzysztof Banaszyk  | modliszka chińska   |
| Żmija                | Lucy Liu              | Izabella Bukowska   | trwożnica pospolita |
| Żuraw                | David Cross           | Tomasz Bednarek     | żuraw mandżurski    |
| Małpa                | Jackie Chan           | Jarosław Boberek    | rokselana złocista  |
| Tai Lung             | Ian McShane           | Wiktor Zborowski    | irbis śnieżny       |
| Mistrz Oogway        | Randall Duk Kim       | Andrzej Gawroński   | żółw słoniowy       |
| Dowódca Vachir       | Michael Clarke Duncan | Piotr Bąk           | nosorożec jawajski  |
| Zeng                 | Dan Fogler            | Zbigniew Suszyński  | gęś łabędzionosa    |
| Pan Ping (ojciec Po) | James Hong            | Wojciech Paszkowski | gęś łabędzionosa    |

## Ścieżka dźwiękowa
| Wersja | #   | Nazwa ścieżki                   | Autor                               | Długość |
| ------ | --- | ------------------------------- | ----------------------------------- | ------- |
| World  | 1.  | Hero                            | Smashing Pankaces (Zespół fikcyjny) | 4:42    |
| –      | 2.  | Let the Tournament Begin        |                                     | 1:59    |
| –      | 3.  | Dragon Warrior is Among Us      |                                     | 2:57    |
| –      | 4.  | Tai Lung Escapes                |                                     | 7:06    |
| –      | 5.  | Peach Tree of Wisdom            |                                     | 1:53    |
| –      | 6.  | Accu-Flashback                  |                                     | 4:05    |
| –      | 7.  | Impersonating Shifu             |                                     | 2:18    |
| –      | 8.  | Sacred Pool of Tears            |                                     | 9:51    |
| –      | 9.  | Training Po                     |                                     | 1:28    |
| –      | 10. | The Bridge                      |                                     | 3:23    |
| –      | 11. | Shifu Faces Tai Lung            |                                     | 4:47    |
| –      | 12. | The Dragon Scroll               |                                     | 2:31    |
| –      | 13. | Po vs Tai Lung                  |                                     | 2:41    |
| –      | 14. | Dragon Warrior Rises            | Hans Zimmer                         | 3:22    |
| –      | 15. | Panda Po                        | Hans Zimmer                         | 2:39    |
| –      | 16. | Oogway Ascends                  | Hans Zimmer                         | 2:04    |
| –      | 17. | Kung Fu Fighting (Carl Douglas) | Feat. Cee Lo Green i Jack Black     | 2:30    |
| Asian  | 18. | Kung Fu Fighting                | Rain                                | 2:30    |
| Asian  | 19. | Kung Fu Fighting                | Sam Concepcion                      | 2:30    |